# 布里斯托縣 (羅德島州)
布里斯托縣（英語：Bristol County）是美国羅德島州東部的一個縣，東鄰麻薩諸塞州，面積116平方公里。根據2020年美國人口普查，共有人口50,793人。縣治布里斯托（該州各縣皆無縣政府建制）。

## 歷史
布里斯托縣於1746年分割自麻薩諸塞州的布里斯托縣（成立於1685年6月2日），並被併入羅德島州。因此，羅德島州的布里斯托縣一直以來都是羅德島州與麻薩諸塞州之間的領土紛爭。
起初，布里斯托縣屬於普利茅斯殖民地。布里斯托縣取名自其郡镇（今县城）布里斯托。布里斯托縣成立於1746年，並且其領土疆界並沒有再變化。布里斯托縣包括三個地區：布里斯托尔、巴林顿和沃倫。

## 地理
根據2000年人口普查，布里斯托縣的面積為45平方英里（116.5平方），是羅德島州中最小的縣。其中有20平方英里（51.8平方），即44.80%的土地為水域。若無視其水域領土，布里斯托縣是全美面積第三小的縣。若不把弗吉尼亚州的独立市看作縣的話，面積比布里斯托縣更小的縣有卡拉沃县和纽约县。

### 毗邻县
- 麻薩諸塞州 布里斯托縣：東方
- 普罗维登斯县：北方
- 肯特县：西方
- 紐波特縣：南方

羅德島州的布里斯托尔县與麻薩諸塞州的布里斯托縣是一對稀有的相邻郡，全美只有五對郡名相同的相邻郡。而美國其他四對相邻同名郡有德克萨斯州的沙賓縣與路易斯安那州的沙賓堂區、尤寧堂區與阿肯色州的尤寧郡、马里兰州的肯特县與特拉华州的肯特县、以及亚拉巴马州的艾斯康比亞縣與佛罗里达州的艾斯康比亞縣。

## 人口
| 调查年                              | 人口    | 备注 | %±    |
| ----------------------------------- | ------- | ---- | ----- |
| 1790                                | 18,920  |      | —     |
| 1800                                | 19,554  |      | 3.4%  |
| 1810                                | 20,495  |      | 4.8%  |
| 1820                                | 20,793  |      | 1.5%  |
| 1830                                | 19,913  |      | −4.2% |
| 1840                                | 19,872  |      | −0.2% |
| 1850                                | 22,816  |      | 14.8% |
| 1860                                | 27,804  |      | 21.9% |
| 1870                                | 29,804  |      | 7.2%  |
| 1880                                | 32,874  |      | 10.3% |
| 1890                                | 32,664  |      | −0.6% |
| 1900                                | 32,762  |      | 0.3%  |
| 1910                                | 32,721  |      | −0.1% |
| 1920                                | 31,023  |      | −5.2% |
| 1930                                | 31,841  |      | 2.6%  |
| 1940                                | 34,441  |      | 8.2%  |
| 1950                                | 37,870  |      | 10.0% |
| 1960                                | 65,651  |      | 73.4% |
| 1970                                | 81,892  |      | 24.7% |
| 1980                                | 98,219  |      | 19.9% |
| 1990                                | 110,993 |      | 13.0% |
| 2000                                | 126,697 |      | 14.1% |
| 2010                                | 162,310 |      | 28.1% |
| 2011年估计                          | 164,834 |      | 1.6%  |
| U.S. Decennial Census 2011 estimate |         |      |       |

根據2000年人口普查，布里斯托縣擁有126,697居民、47,224住戶和33,623家庭。。其人口密度為每平方英里215居民（每平方公里83居民）。布里斯托縣擁有50,481間房屋单位，其密度為每平方英里86間（每平方公里33間）。布里斯托縣的人口是由73.49%白人、20.66%黑人、0.64%原住民、1.69%亞洲人、0.04%太平洋岛民、1.27%其他種族和2.22%混血构成。而西班牙裔或拉丁美洲人僅佔人口3.21%。在白人當中，有13.3%為德國人、11.3%為本土美國人、10.9%為爱尔兰人、10.0%為英國人、以及5.4%為意大利人。其中，92.5%人口母語為英语、3.3%為西班牙语。
在47,224住户中，有35.50%擁有一個或以上的兒童（18歲以下）、52.90%為夫妻、13.80%為單親家庭、而有28.80%為非家庭。其中23.00%户人為獨居，8.40%為同居長者。平均每戶有2.61人，而平均每個家庭則有3.06人。在50,648居民中，有27.30%為18歲以下、10.10%為18至24歲、29.80%為25至44歲、21.20%為45至64歲以及11.70%為65歲以上。人口的年齡中位數為34歲，而每100個女性就有93.10個男性。
布里斯托縣的住戶收入中位數為$40,950，而家庭收入中位數則為$46,504。男性的收入中位數為$32,660，而女性的收入中位數則為$24,706。布里斯托縣的人均收入為$18,662。約8.10%家庭和10.70%人口在貧窮線以下。